# Championnat d'Amérique du Nord féminin de volley-ball 2011
Navigation
Édition précédente Édition suivante
Le 22e championnat d'Amérique du Nord de volley-ball féminin s'est déroulé du 12 septembre 2011 au 17 septembre 2011 à Caguas, Porto Rico. Il a mis aux prises les neuf meilleures équipes continentales.

## Équipes présentes
| - République dominicaine - Mexique - Canada - États-Unis - Cuba | - Porto Rico - Trinité-et-Tobago - Costa Rica - Panama |

## Compétition

### Tour préliminaire

#### Composition des poules
| Poule A                       | Poule B                             | Poule C                            |
| ----------------------------- | ----------------------------------- | ---------------------------------- |
| Porto Rico Costa Rica Mexique | Canada Trinité-et-Tobago États-Unis | République dominicaine Panama Cuba |

#### Poule A
| # | Équipe     | Pts | J | G | P | Sp | Sc | Ratio | Pp  | Pc  | Ratio |
| - | ---------- | --- | - | - | - | -- | -- | ----- | --- | --- | ----- |
| 1 | Porto Rico | 12  | 2 | 2 | 0 | 6  | 0  | MAX   | 153 | 90  | 1.7   |
| 2 | Mexique    | 6   | 2 | 1 | 1 | 3  | 4  | 0.75  | 156 | 152 | 1.026 |
| 3 | Costa Rica | 3   | 2 | 0 | 2 | 1  | 6  | 0.167 | 104 | 171 | 0.608 |

#### Poule B
| # | Équipe            | Pts | J | G | P | Sp | Sc | Ratio | Pp  | Pc  | Ratio |
| - | ----------------- | --- | - | - | - | -- | -- | ----- | --- | --- | ----- |
| 1 | États-Unis        | 12  | 2 | 2 | 0 | 6  | 0  | MAX   | 150 | 102 | 1.471 |
| 2 | Canada            | 6   | 2 | 1 | 1 | 3  | 3  | 1     | 164 | 153 | 1.072 |
| 3 | Trinité-et-Tobago | 3   | 2 | 0 | 2 | 1  | 6  | 0.167 | 119 | 178 | 0.669 |

#### Poule C
| # | Équipe                 | Pts | J | G | P | Sp | Sc | Ratio | Pp  | Pc  | Ratio |
| - | ---------------------- | --- | - | - | - | -- | -- | ----- | --- | --- | ----- |
| 1 | Cuba                   | 12  | 2 | 2 | 0 | 6  | 0  | MAX   | 154 | 99  | 1.556 |
| 2 | République dominicaine | 7   | 2 | 1 | 1 | 3  | 3  | 1     | 139 | 116 | 1.198 |
| 3 | Panama                 | 2   | 2 | 0 | 2 | 0  | 6  | 0     | 72  | 150 | 0.48  |

### Phase de classement

#### Classement 1-4
|  | Quarts de finale            | Quarts de finale            |                             |                             | Demi-finales                | Demi-finales                |  |  | Finale                      | Finale                      |
|  | Quarts de finale            | Quarts de finale            |                             |                             | Demi-finales                | Demi-finales                |  |  | Finale                      | Finale                      |
|  |                             |                             |                             |                             |                             |                             |  |  |                             |                             |
|  | 15.09.11, 25–17 25–22 25–21 | 15.09.11, 25–17 25–22 25–21 |                             |                             | 16.09.11, 16–25 23–25 22–25 | 16.09.11, 16–25 23–25 22–25 |  |  | 17.09.11, 25–15 25–23 25–18 | 17.09.11, 25–15 25–23 25–18 |
|  | 15.09.11, 25–17 25–22 25–21 | 15.09.11, 25–17 25–22 25–21 |                             |                             | 16.09.11, 16–25 23–25 22–25 | 16.09.11, 16–25 23–25 22–25 |  |  | 17.09.11, 25–15 25–23 25–18 | 17.09.11, 25–15 25–23 25–18 |
|  | 15.09.11, 25–17 25–22 25–21 | 15.09.11, 25–17 25–22 25–21 | Porto Rico                  | 0                           |                             |                             |  |  | 17.09.11, 25–15 25–23 25–18 | 17.09.11, 25–15 25–23 25–18 |
|  | République dominicaine      | 3                           | Porto Rico                  | 0                           |                             |                             |  |  | 17.09.11, 25–15 25–23 25–18 | 17.09.11, 25–15 25–23 25–18 |
|  | République dominicaine      | 3                           | République dominicaine      | 3                           |                             |                             |  |  | 17.09.11, 25–15 25–23 25–18 | 17.09.11, 25–15 25–23 25–18 |
|  | Canada                      | 0                           | République dominicaine      | 3                           |                             |                             |  |  | 17.09.11, 25–15 25–23 25–18 | 17.09.11, 25–15 25–23 25–18 |
|  | Canada                      | 0                           | 16.09.11, 20–25 17–25 13–25 | 16.09.11, 20–25 17–25 13–25 | République dominicaine      | 0                           |  |  |                             |                             |
|  | 15.09.11, 25–11 25–8 25–19  |                             | 16.09.11, 20–25 17–25 13–25 | 16.09.11, 20–25 17–25 13–25 | République dominicaine      | 0                           |  |  |                             |                             |
|  |                             | États-Unis                  | 16.09.11, 20–25 17–25 13–25 | 16.09.11, 20–25 17–25 13–25 | 3                           |                             |  |  |                             |                             |
|  | États-Unis                  | États-Unis                  | 16.09.11, 20–25 17–25 13–25 | 16.09.11, 20–25 17–25 13–25 | 3                           | 3                           |  |  |                             |                             |
|  | États-Unis                  | Cuba                        | 0                           |                             |                             | 3                           |  |  |                             |                             |
|  | Mexique                     | Cuba                        | 0                           | 0                           |                             |                             |  |  |                             |                             |
|  | Mexique                     | États-Unis                  | 3                           | 0                           |                             |                             |  |  |                             |                             |
|  |                             | États-Unis                  | 3                           | Match pour la 3e place      |                             |                             |  |  |                             |                             |
|  |                             |                             |                             |                             |                             |                             |  |  |                             |                             |
|  | 17.09.11, 25–20 25–15 25–21 |                             |                             |                             |                             |                             |  |  |                             |                             |
|  |                             |                             |                             |                             |                             |                             |  |  |                             |                             |
|  | Porto Rico                  | 0                           |                             |                             |                             |                             |  |  |                             |                             |
|  | Porto Rico                  | 0                           |                             |                             |                             |                             |  |  |                             |                             |
|  | Cuba                        | 3                           |                             |                             |                             |                             |  |  |                             |                             |
|  | Cuba                        | 3                           |                             |                             |                             |                             |  |  |                             |                             |

## Classement final
| Place              | Équipe                 |
| ------------------ | ---------------------- |
| Médaille d'or      | États-Unis             |
| Médaille d'argent  | République dominicaine |
| Médaille de bronze | Cuba                   |
| 4                  | Porto Rico             |
| 5                  | Mexique                |
| 6                  | Canada                 |
| 7                  | Trinité-et-Tobago      |
| 8                  | Costa Rica             |
| 9                  | Panama                 |

## Distinctions individuelles
- MVP : Bethania De la Cruz
- Meilleur marqueuse : Sarah Pavan
- Meilleur attaquante : Yanelis Santos
- Meilleur contreuse : Marisa Field
- Meilleur serveuse : Logan Tom
- Meilleur passeuse : Lindsey Berg
- Meilleur défenseuse : Brenda Castillo
- Meilleur réceptionneuse : Brenda Castillo
- Meilleur libero : Brenda Castillo